# Myriozoum tenue
Myriozoum tenue är en mossdjursart som beskrevs av Charles Henry O'Donoghue 1923. Myriozoum tenue ingår i släktet Myriozoum och familjen Myriaporidae. Inga underarter finns listade i Catalogue of Life.